# 安積山公園
安積山公園（あさかやまこうえん）は、福島県郡山市日和田町にある都市公園（近隣公園）である。
古くから歌枕として知られた「安積山」だとされる山およびその周辺が公園として整備され、ヤマザクラやヒメシャガ（郡山市はこれを花かつみとしている）等の花の名所になっている。

## 概要
万葉集や古今和歌集に記された歌の歌枕として知られた「安積山」や、その影が映ると詠まれた山ノ井清水だと伝えられる山や清水を中心に、子供用の遊具や散策路、野球場（日和田野球場）などが整備されている。
（ただし「安積山」は額取山を、また「山ノ井」は片平町の山の井清水を示すという説もある）
安積山は万葉集や古今和歌集の以下の歌により知られるようになり、
1689年6月17日（元禄2年5月1日）には松尾芭蕉と曾良がこの地を訪れ、幻の花とされる「花かつみ」を捜し歩いたと伝えられる。

## 所在地
- 福島県郡山市日和田町字安積山44